# Vertagopus arboreus
Vertagopus arboreus is een springstaartensoort uit de familie Isotomidae. De wetenschappelijke naam is gepubliceerd in 1758 door Linnaeus in de tiende editie van Systema naturae.